# HE 1327-2326
HE1327-2326在2005年被安娜·弗瑞貝爾和共同研究者發現，是迄今為止所知鐵豐度最低的恆星。這顆恆星是第二族恆星，它的鐵對氫的比率([Fe/H])，或金屬量是-5.6。這個數值表示擁有地球的太陽，其鐵含量是它的300,000倍。但是，它的碳豐度大約是太陽的十分之一，[C/H]=-1.0，而我們不知道這兩種不同的豐度是如何同時形成的。經由漢堡/歐洲太空總署的貧金屬星調查發現，它可能是在金屬含量還非常低的宇宙早期就形成的。推測這顆第二星族的恆星是在被汙染的原始的第三星族恆星誕生的氣體雲內形成的。

## 外部連結
- SIMBAD-Entry (SIMBAD)
- Hamburg/ESO survey (Christlieb+, 2008)（页面存档备份，存于）
- https://web.archive.org/web/20101224201249/http://www.space.com/astronotes/astronotes.html
- http://jumk.de/astronomie/special-stars/he1327-2326.shtml（页面存档备份，存于）